# Рыбак, Вячеслав Васильевич
Вячеслав Васильевич Рыбак (31 июля 1950, Москва — 26 октября 2005, там же) — российский учёный, специалист в области разработки регистрирующей аппаратуры для физических измерений.

## Биография
В 1973 году окончил Московский инженерно-физический институт (с 2009 года — Национальный исследовательский ядерный университет «МИФИ»).
В 1972—2005 годах работал в НИИИТ (НИИ импульсной техники) в должностях от радиомонтажника до начальника научно-исследовательского отдела цифрового приборостроения.

## Награды и звания
- Государственная премия СССР 1989 года — за разработку аналого-цифрового регистратора для систем физических измерений.